# Krzywa eliptyczna

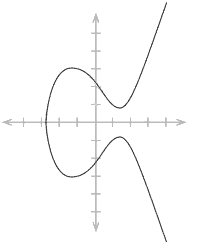
Krzywa eliptyczna

Krzywa eliptyczna – pojęcie z zakresu geometrii algebraicznej, oznaczające według współczesnej definicji gładką krzywą algebraiczną (czyli rozmaitość algebraiczną wymiaru 1) o genusie równym 1 wraz z wyróżnionym punktem {\displaystyle O,} zwanym „punktem w nieskończoności”. Elementy krzywej rozumianej jako zbiór nazywa się, zgodnie z terminologią geometryczną, punktami.
Dowodzi się, że każda krzywa eliptyczna jest rozmaitością abelową – można na niej zdefiniować w sensowny (zgodny z własnościami geometryczno-algebraicznymi) sposób operację grupową („dodawanie” punktów), dla której {\displaystyle O} jest elementem neutralnym.
Można również pokazać, że każdą krzywą eliptyczną nad dowolnym ciałem {\displaystyle K} można zapisać w postaci równania
{\displaystyle y^{2}+a_{1}xy+a_{3}y=x^{3}+a_{2}x^{2}+a_{4}x+a_{6}}
dla pewnych stałych {\displaystyle a_{k}\in K,} gdzie {\displaystyle x,} {\displaystyle y} to współrzędne punktów na płaszczyźnie {\displaystyle K^{2}.} Reprezentacja taka z reguły nie jest jednoznaczna. W szczególnych przypadkach definicję tę można znacznie uprościć. Równanie to przedstawia tzw. model afiniczny krzywej eliptycznej.

## Postać normalna krzywej
W przypadku, gdy charakterystyka ciała {\displaystyle K} jest inna, niż 2 i 3 (czyli, w szczególności, np. jeśli krzywa jest zdefiniowana nad ciałem liczb zespolonych), równanie afiniczne krzywej można uprościć do postaci
{\displaystyle y^{2}=x^{3}+Ax+B,\quad \quad A,B\in K}
nazywanej równaniem (postacią) Weierstrassa.
Dla ciała charakterystyki 3 najbardziej ogólną postacią równania jest
{\displaystyle y^{2}=4x^{3}+b_{2}x^{2}+2b_{4}x+b_{6}.}

## Zastosowania
Dzięki zastosowaniu krzywych eliptycznych udało się rozwiązać jeden z najstarszych problemów matematycznych: przeprowadzić dowód wielkiego twierdzenia Fermata. Problem ten pozostawał nierozwiązany przez ponad 300 lat, zaś jego rozwiązanie podał Wiles w roku 1993, korzystając właśnie z pojęć z zakresu krzywych eliptycznych. Dowód jednak zawierał luki, które wraz ze współpracownikami Wilesowi udało się usunąć w roku 1994.
Jednym z kluczowych zastosowań krzywych eliptycznych współcześnie jest kryptografia.